# Jonathan Weiner
Jonathan Weiner (ur. 1953 w Nowym Jorku) – amerykański pisarz, autor popularnonaukowych książek o tematyce biologicznej, laureat Nagrody Pulitzera w dziedzinie literatury niefikcjonalnej z 1995 za The Beak of the Finch: A Story of Evolution in Our Time. Ukończył studia w zakresie filologii angielskiej na Uniwersytecie Harvarda. Podjął pracę jako edytor w magazynie The Sciences, gdzie zainteresował się zagadnieniami współczesnej nauki, między innymi teorią ewolucji. Zadebiutował książką Planet Earth.